# Борщівська Турка
Борщівська Турка —  село Заболотівської селищної громади Коломийського району Івано-Франківської області. До 2020 року входила до Снятинського району.

## Населення

### Мова
Розподіл населення за рідною мовою за даними перепису 2001 року:
| Мова       | Кількість | Відсоток |
| ---------- | --------- | -------- |
| українська | 265       | 100%     |